# کازورتزو
کازورتزو (به ایتالیایی: Casorezzo) یک کومونه در ایتالیا است که در استان میلان واقع شده‌است.

## خصوصیات
کازورتزو ۶ کیلومترمربع مساحت و ۴٬۶۲۸ نفر جمعیت دارد.